# Сяэре
Ся́эре (эст. Sääre), ранее Ся́ре (эст. Säre) и Ся́ере — деревня в волости Сааремаа уезда Сааремаа, Эстония.
До административной реформы местных самоуправлений Эстонии 2017 года входила в состав волости Торгу (упразднена).

## География и описание
Расположена на острове Сааремаа, на оконечности полуострова Сырве, в 47 км от волостного и уездного центра — города Курессааре.  Высота над уровнем моря — 7 метров.
На территории деревни находится маяк Сырве.
Климат умеренный. Официальный язык — эстонский. Почтовый индекс — 93249.

## Население
По данным переписи населения 2011 года и переписи населения 2021 года, в деревне жителей не было.
Численность населения деревни Сяэре по данным переписей населения:
| Год  | 1959 | 1970 | 1979 | 1989 | 2000 | 2011 | 2021 |
| ---- | ---- | ---- | ---- | ---- | ---- | ---- | ---- |
| Чел. | 27   | ↘14  | ↗ 77 | ↘ 72 | ↘ 11 | ↘ 0  | → 0  |

## История
В источниках 1390 года упоминается Zerl, 1442 года — Cerle, 1527 года — Etzerll, 1537 года — Zerle (вак), 1782 года — Sere mois (мыза).
К 1527 году относятся первые сведения о мызе Церель (нем. Zerell, Сяэре, эст. Sääre mõis) на Сааремаа. Рядом с ней, к югу, находилась одноимённая деревня. Она обозначена на военно-топографических картах Российской империи (1846–1863 годы), в состав которой входила Лифляндская губерния, как Церель. В конце XIX века мызу Церель объединили с мызой Менто (нем. Mento, Мынту, эст. Mõntu mõis) под новым названием — Ольбрюк (нем. Olbrück, эст. Olbrüki mõis). В 1920-х годах, в результате земельной реформы, на землях бывшей мызы Церель возникло поселение, которое после 1930 года объединили с деревней Сяэре.
В 1969 году на территории деревни (в настоящее время — на частной земле) была установлена памятная плита с надписью «Здесь 24 ноября 1944 года было окончательно сломлено сопротивление фашистских войск в Эстонии». Памятник посвящён боям 1944 года на полуострове Сырве между советскими войсками и силами Вермахта. В протоколе от 30 ноября 2022 года рабочая группа по советским памятникам при Госканцелярии Эстонии признала этот памятник «нейтральным монументом», т. е. не подлежащим демонтажу или замене (см. Список советских военных памятников Эстонии).